# Malé Březno (district d'Ústí nad Labem)
Pour les articles homonymes, voir Malé Březno et Březno.
Malé Březno (en allemand : Klein Priesen) est une commune du district et de la région d'Ústí nad Labem, en Tchéquie. Sa population s'élevait à 517 habitants en 2021.

## Géographie
Malé Březno se trouve sur la rive droite de l'Elbe, face à Povrly sur la rive gauche, à 9 km à l'est d'Ústí nad Labem et à 70 km au nord-nord-ouest de Prague.

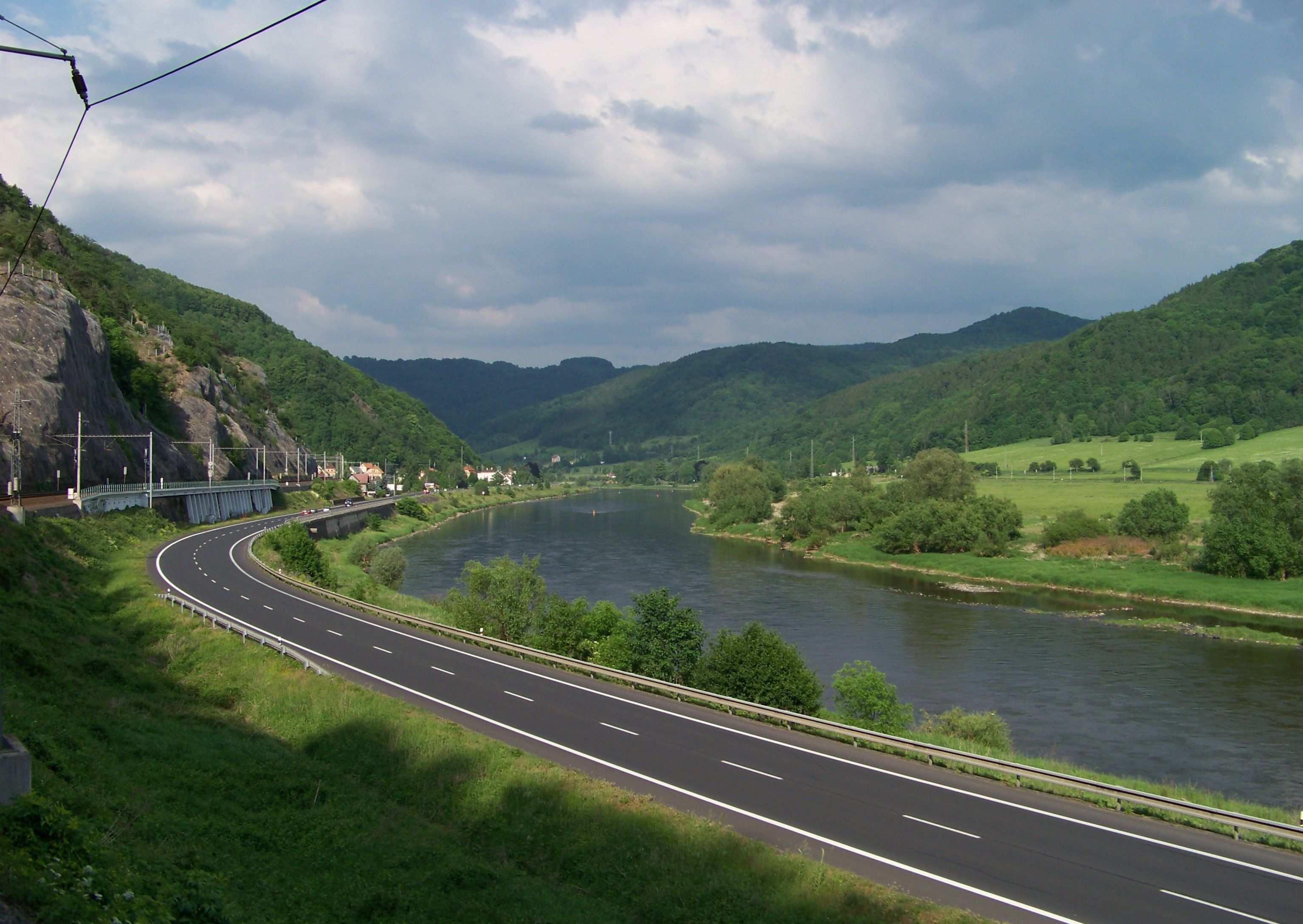
La vallée de l'Elbe près de Malé Březno.

La commune est limitée par L'Elbe et la commune de Povrly au nord-ouest et au nord, par Těchlovice et Zubrnice à l'est, par Homole u Panny au sud et par Velké Březno à l'ouest.

## Histoire
La première mention écrite du village date de 1188.

## Transports
Par la route, Malé Březno se trouve à 12 km d'Ústí nad Labem et à 87 km de Prague.